# 埃娃·哈根博伊默
埃娃·哈根博伊默（德語：Eva Hagenbäumer，1967年1月5日—），德国女子曲棍球运动员。她曾代表德国参加1992年和1996年夏季奥林匹克运动会曲棍球比赛，其中1992年奥运会获得一枚银牌。